# Talocha
João Carlos Araújo Fonseca Silva, meglio noto come Talocha (Vila Nova de Famalicão, 30 agosto 1989), è un calciatore portoghese, difensore del Tondela.

## Caratteristiche tecniche
È un terzino sinistro.

## Carriera
Cresciuto nelle giovanili del Famalicão, ha esordito in prima squadra il 4 marzo 2007 in un match pareggiato 3-3 contro il Bragança.

## Statistiche

### Presenze e reti nei club
Statistiche aggiornate al 7 luglio 2017.
| Stagione         | Squadra              | Campionato       | Campionato | Campionato | Coppe nazionali | Coppe nazionali | Coppe nazionali | Coppe continentali | Coppe continentali | Coppe continentali | Altre coppe | Altre coppe | Altre coppe | Totale | Totale | Totale |
| Stagione         | Squadra              | Comp             | Pres       | Reti       | Comp            | Pres            | Reti            | Comp               | Pres               | Reti               | Comp        | Pres        | Reti        | Pres   | Reti   |        |
| ---------------- | -------------------- | ---------------- | ---------- | ---------- | --------------- | --------------- | --------------- | ------------------ | ------------------ | ------------------ | ----------- | ----------- | ----------- | ------ | ------ | ------ |
| 2006-2007        | Famalicão            | SD               | 3          | 0          | TP              | 0               | 0               |                    | -                  | -                  |             | -           | -           | 3      | 0      |        |
| 2007-2008        | Caçadores das Taipas | DIS              | 0          | 0          |                 | -               | -               |                    | -                  | -                  |             | -           | -           | 0      | 0      |        |
| 2008-2009        | Famalicão            | TD               | 0          | 0          | TP              | 0               | 0               |                    | -                  | -                  |             | -           | -           | 0      | 0      |        |
| 2009-2010        | Famalicão            | TD               | 28         | 1          | TP              | 1               | 0               |                    | -                  | -                  |             | -           | -           | 29     | 1      |        |
| 2010-2011        | Famalicão            | TD               | 32         | 0          | TP              | 1               | 0               |                    | -                  | -                  |             | -           | -           | 33     | 0      |        |
| 2011-2012        | Famalicão            | SD               | 29         | 1          | TP              | 3               | 1               |                    | -                  | -                  |             | -           | -           | 32     | 2      |        |
| 2012-2013        | Famalicão            | SD               | 22         | 0          | TP              | 1               | 0               |                    | -                  | -                  |             | -           | -           | 23     | 0      |        |
| Totale Famalicão | Totale Famalicão     | Totale Famalicão | 114        | 2          |                 | 6               | 1               |                    | -                  | -                  |             | -           | -           | 120    | 3      |        |
| 2013-2014        | Vizela               | 3D               | 30         | 0          | TP              | 2               | 0               |                    | -                  | -                  |             | -           | -           | 32     | 0      |        |
| 2014-2015        | Vizela               | 3D               | 31         | 3          | TP              | 3               | 3               |                    | -                  | -                  |             | -           | -           | 34     | 6      |        |
| 2015-2016        | Vizela               | 3D               | 33         | 3          | TP              | 1               | 0               |                    | -                  | -                  |             | -           | -           | 34     | 3      |        |
| Totale Vizela    | Totale Vizela        | Totale Vizela    | 94         | 6          |                 | 6               | 3               |                    | -                  | -                  |             | -           | -           | 100    | 9      |        |
| 2016-2017        | Boavista             | PL               | 32         | 0          | TP+TL           | 2+0             | 0               |                    | -                  | -                  |             | -           | -           | 34     | 0      |        |
| Totale carriera  | Totale carriera      | Totale carriera  | 240        | 8          |                 | 14              | 4               |                    | -                  | -                  |             | -           | -           | 254    | 12     |        |

## Palmarès

### Club

#### Competizioni nazionali
- Segunda Liga: 1

Tondela: 2024-2025